# Cyberpunk

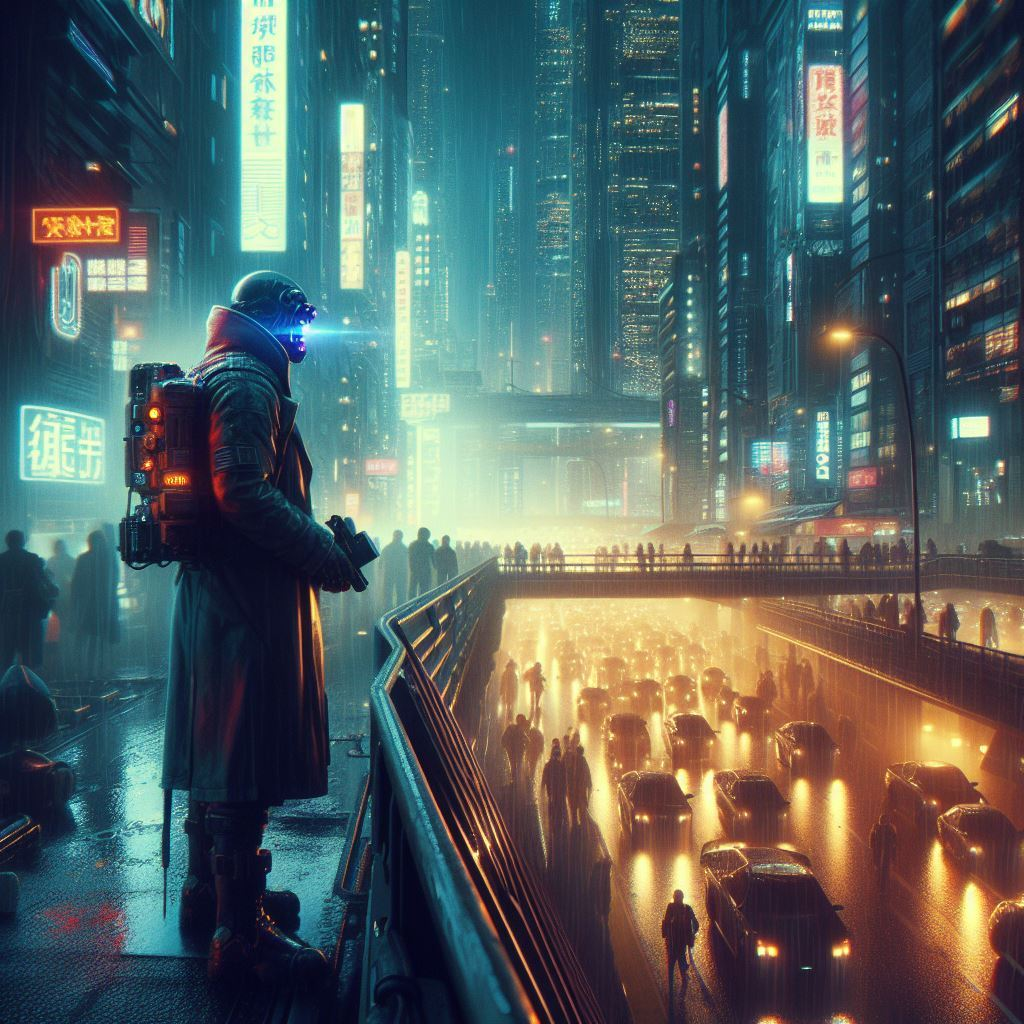
Tipikus cyberpunk környezet

A cyberpunk (ejtsd: szájberpánk, elterjedt Magyarországon kiberpunk névvel is) a kortárs tömegkultúra egyik népszerű stílusa, sok alkotásban előforduló világnézetféle; lényegében a közeli jövőben játszódó sci-fik altípusa. Kezdete az 1980-as évek első felétől, a személyi számítógépek tömeges elterjedésétől számítható. Olyan kultuszfilmek tartoznak ide, mint a Szárnyas fejvadász, Ghost in the Shell, Akira, Nirvána, Johnny Mnemonic vagy kicsit érintőlegesen a Mátrix. Emellett számos szerepjáték is készült e műfajban, a leghíresebb a Cyberpunk 2020 és a Shadowrun.

## A cyberpunk életérzés
A cyberpunkot az ellenőrizhetetlenül gyors technikai (elsősorban informatikai) fejlődés, a hagyományos értékek háttérbe szorulása és a változó világ hívta életre; a századforduló modernizmusának, a nagyvárosok terjedésének egyenes következménye. A cyberpunk művekben az emberek általában óriási, túlzsúfolt metropoliszokban élnek, érzelmi életük ennek megfelelően sivár. A nemzeti érzés helyett a cégekhez tartozás kerül előtérbe: a multik dolgozói – japán mintát követve – a cég épületein belül laknak és dolgoznak, a nagyvállalatoknak saját himnusza van, a politikát a cégek egymás közötti harca jellemzi. A technika az élet minden területére betör: tipikus szereplők a számítógépes bűnöző és az informatikus szakember; az ember-gép kommunikáció már nem billentyűzettel és képernyővel, hanem a virtuális valóság segítségével, a központi idegrendszerre csatlakoztatott berendezésekkel történik; az élő szövetek / szervek lecserélhetők gépi megfelelőikre (például műkar, infraszem, implantátumok).

## A szó eredete

Egy utca 2019-ben, a Szárnyas fejvadász c. filmből

Az elnevezést először Bruce Bethke amerikai író használta: ezt a címet adta egy novellájának az 1980-as évek elején. Az egész altípus nevét adó novella magyarul Kiberpunk címmel 2008-ban jelent meg a Galaktika 215. számában, Ajkay Örkény fordításában.
A szóösszetétel első tagja, a cyber utal a világ egyre jelentősebb és gyökeresebb átalakulására, az emberiesség helyett a gépiesség felülkerekedésére (mind technológiai, mind szociális, sőt egyéni, pszichés szinten). Az emberek egyre kevesebbszer kapnak lehetőséget szabad döntésre, egyre inkább „a világ gépezetének” részévé válnak.
A punk szó részben a kiüresedett hagyományos értékek elleni lázadást, mint eszmét jelöli (lásd bővebben itt), másrészt pedig az így gondolkodó emberek (jellemzően a perifériára szorultak, az utcán élők, drogosok és kocsmatöltelékek) gyűjtőneve.
Angliában az underground és alternatív művészetet art-punknak is szokták hívni; a „Holló”-hoz hasonló filmek kapcsán pedig gótikus punkról beszélnek.

## A cyberpunk körébe sorolható alkotások
A lista nem teljes.

### Könyvek
- Alfred Bester: Tigris! Tigris!
- Bruce Bethke: Cyberpunk
- Philip K. Dick: Álmodnak-e az androidok elektronikus bárányokkal?
- William Gibson: Izzó króm
- William Gibson: Neurománc
- William Gibson: Számláló nullára
- William Gibson: Mona Lisa Overdrive
- William Gibson: Virtuálfény
- William Gibson: Idoru
- William Gibson: A holnap tegnapja
- Neal Stephenson: Snow Crash
- Kyle Sternhagen: Agyvihar
- Kyle Sternhagen: Paranoia
- Tristan de Luca: Inferno – Az Armageddon elmarad
- Gáspár András: Kiálts farkast!
- Gáspár András: Két életem, egy halálom
- László Zoltán: Hiperballada
- Jeff Noon: Vurt
- Siró Maszamune: Ghost in the Shell (manga)

### Filmek
Az alábbi listában a művek körülbelüli időrendben szerepelnek.
- Metropolis (1927) rendezte: Fritz Lang (Habár a film évtizedekkel a cyberpunk megjelenése előtt készült, mégis korát messze megelőzve vetíti előre a stílus minden elemét.)
- THX-1138 (1971) rendezte: George Lucas
- Menekülés New Yorkból (1981) rendezte: John Carpenter
- Szárnyas fejvadász (1982) Philip K. Dick történetéből; rendezte: Ridley Scott
- Tron, avagy a számítógép lázadása (1982) rendezte: Steven Lisberger
- Videodrome (1983) rendezte: David Cronenberg
- A menekülő ember (1987) Stephen King történetéből; rendezte: Paul Michael Glaser
- Robotzsaru (1987) rendezte: Paul Verhoeven
- Akira (1988) – anime/animációs film; rendezte: Katsuhiro Ôtomo
- Cyborg – A robotnő (1989) rendezte: Albert Pyun
- Meteo (1989) rendezte: Monory Mész András
- Total Recall – Az emlékmás (1990) Philip K. Dick könyvéből; rendezte: Paul Verhoeven
- Robotzsaru 2. (1990) rendezte: Irvin Kershner
- A fűnyíróember (1992) Stephen King novellájából; rendezte: Brett Leonard
- Nemesis (1992) rendezte: Albert Pyun
- Freejack – Szabad préda (1992) rendezte: Geoff Murphy
- Őrült Stone, avagy 2008 a patkány éve (1992) rendezte: Tony Maylam, Ian Sharp
- Robotzsaru 3. (1993) rendezte: Fred Dekker
- Cyborg 2. – Üvegárnyék (1993) rendezte: Michael Schroeder
- Dredd bíró (1995) rendezte: Danny Cannon
- Páncélba zárt szellem, anime/animációs film; rendezte: Mamoru Oshii
- Johnny Mnemonic – A jövő szökevénye (1995) rendezte: Robert Longo
- Strange Days – A halál napja (1995) rendezte: Kathryn Bigelow
- A fűnyíróember 2: Jobe háborúja (1996) rendezte: Farhad Mann
- Menekülés Los Angelesből (1996) rendezte: John Carpenter
- A világvége után (1997) rendezte: Albert Pyun
- Az ötödik elem (1997) rendezte: Luc Besson
- Nirvána (1997) rendezte: Gabriele Salvatores
- eXistenZ – Az élet játék (1999) rendezte: David Cronenberg
- A kétszáz éves ember (1999) rendezte: Chris Columbus
- A Mátrix – filmtrilógia (1999–2003) rendezte: Larry és Andy Wachowski
- A hatodik napon (2000) rendezte: Roger Spottiswoode
- Equilibrium – Gyilkos nyugalom (2002) rendezte: Kurt Wimmer
- Különvélemény (2002) Philip K. Dick könyvéből; rendezte: Steven Spielberg
- A felejtés bére (2003) Philip K. Dick történetéből; rendezte: John Woo
- Animátrix (2003) – anime/animációs film; rendezte: Peter Chung, Takeshi Koike, Mahiro Maeda, Yoshiaki Kawajiri, Andy Jones
- Páncélba zárt szellem 2. – Ártatlanság rendezte: Mamoru Oshii
- Halhatatlanok (2004) rendezte: Enki Bilal
- Én, a robot (2004) Isaac Asimov novelláiból; rendezte: Alex Proyas
- A sziget (2005) rendezte: Michael Bay
- Kamera által homályosan (2006) rendezte: Richard Linklater
- Hasonmás (2009) rendezte: Jonathan Mostow
- Végrehajtók (2010) rendezte: Miguel Sapochnik
- Tron: Örökség (2010) rendezte: Joseph Kosinski
- A pap – Háború a vámpírok ellen (2011) rendezte: Scott Charles Stewart
- Sötét angyal – sorozat (ötlet: James Cameron, Charles H. Eglee)
- Dredd (2012)  rendezte: Pete Travis
- Elysium – Zárt világ (2013) rendezte: Neill Blomkamp
- Chappie (2015) rendezte: Neill Blomkamp
- Páncélba zárt szellem (2017) rendezte: Rupert Sanders
- Szárnyas fejvadász 2049 (2017) rendezte: Denis Villeneuve
- Ready Player One (2018) Ernest Cline könyvéből; rendezte: Steven Spielberg
- Alita: A harc angyala (2019) Yukito Kishiro mangájából; rendezte: Robert Rodríguez
- Az alkotó (2023) rendezte: Gareth Edwards

### Zene
- Billy Idol: Cyberpunk
- Massive Attack: 100th Window
- Tangerine Dream: Exit
- Vangelis: Blade Runner
- Bad Religion: 21th Century Digital Boy
- Dope stars inc: 21st Century Slave
- Static-X
- Voivod

### Számítógépes játékok
- Psychic City (1984)
- The Screamer (1985)
- Imitation City (1987)
- Hoshi wo Miru Hito (1987)
- Megami Tensei (1987)
- Neuromancer (1988)
- Snatcher (1988–1996)
- Flashback (1992)
- DreamWeb (1992)
- Shadowrun (SNES) (1993)
  - Shadowrun (Sega) (1994)
  - Shadowrun (2007)
  - Shadowrun Returns (2013)
- Syndicate (1993)[189]
  - Syndicate Wars (1996)
  - Syndicate (2012)
- Beneath a Steel Sky (1994)
- Burn:Cycle (1994)
- Delta V (1994)
- System Shock (1994)
- CyberMage: Darklight Awakening (1995)
- Johnny Mnemonic: The Interactive Action Movie (1995)
- Blade Runner (1997)
- Final Fantasy VII (1997)
- System Shock 2 (1999)
- Deus Ex (2000)
  - Deus Ex: Invisible War (2003)
  - Deus Ex: Human Revolution (2011)
  - Deus Ex: The Fall (2013)
  - Deus Ex: Mankind Divided (2016)
- Metal Gear Solid 2: Sons of Liberty (2001)
- Uplink (2001)
- Neocron (2002)
- Enter the Matrix (2003)
- Dystopia (2005)
- System Rush (2005)
- Crackdown (2007)
- Crackdown 2 (2010)
- Gemini Rue (2011)
- Hard Reset (2011)
- Far Cry 3: Blood Dragon (2012)
- Cypher (2012)
- Mars: War Logs (2013)
- Remember Me (2013)
- Transistor (2014)
- Watch Dogs (2014)
- Dex (2015)
- SOMA (2015)
- The Bitcoin Enigma (2018)[2]
- Satellite Reign (?)
- Ghostrunner (2020)
- Cyberpunk 2077 (2020)
- Borderlands sorozat

### Képregények
- Bloodlust – magyar szerzői képregényszéria[3]

### Fórumos szerepjáték
- Elysium has Fallen[4]

### Novellák
- Bloodlust-novellák – A Neopolisz gyermekei és más művek[5]